# Lechia/Olimpia Gdańsk
Lechia/Olimpia Gdańsk – nieistniejący już klub piłkarski z Gdańska, powstały w wyniku fuzji dwóch drużyn: Olimpii Poznań oraz Lechii Gdańsk w 1995 roku. Lechia/Olimpia Gdańsk rozgrywała swoje mecze na stadionie przy ulicy Traugutta 29 w Gdańsku (stadion Lechii Gdańsk), po gdańskim klubie odziedziczyła również barwy i stroje. Klub pod tym szyldem występował przez jeden sezon, po czym po spadku do II ligi zmienił nazwę na Lechia Gdańsk, odcinając się od tradycji Olimpii Poznań.

## Geneza

### Olimpia Poznań
Olimpia Poznań została założona w 1945 roku. Do 1989 roku była klubem milicyjnym, a po transformacji ustrojowej policyjnym. Do 1989 drużyna piłkarska Olimpii rozegrała ponad 150 meczów w najwyższej klasie rozgrywkowej. W sezonie 1989/90 zajęła 5. miejsce w I lidze, co było największym sukcesem w historii klubu.
W sezonie 1990/91 Olimpia zajęła 8. miejsce w lidze oraz dotarła do półfinału Pucharu Polski. Następny sezon nie był tak udany dla drużyny z Poznania, gdyż ukończyła go dopiero na 14. miejscu (ostatnim pozwalającym na utrzymanie się w lidze), zdobywając jedynie punkt więcej niż Motor Lublin, który spadł do II ligi. Spadek do II ligi nastąpił w sezonie 1992/93, kiedy Olimpia zdobyła jedynie więcej punktów od Jagiellonii Białystok. Po rocznej grze w II lidze klub z Poznania awansował do I ligi.
W sezonie 1994/95 początkowo Olimpia miała szanse zostać rewelacją rozgrywek; rozegrała bardzo dobry mecz z Rakowem Częstochowa, wygrywając 6:2. Następnie zremisowała z Zagłębiem Lubin, który ostatecznie zajął 4. miejsce w lidze. Potem wygrała z późniejszym wicemistrzem Polski, Widzewem Łódź. Uległa dopiero 0:1 w wyjazdowym meczu z Legią Warszawa, późniejszym mistrzem Polski oraz zdobywcą Pucharu Polski. Drugiej porażki poznaniacy doznali dopiero w 9. kolejce w meczu wyjazdowym ze Stalą Mielec. Z meczu na mecz Olimpia grała coraz słabiej, najpierw remisując, a pod koniec często przegrywając z rywalami. Ostatecznie w rundzie jesiennej Olimpia wygrała 7 spotkań, 6 zremisowała a 4 przegrała, bilans bramkowy wynosił 30-20. Przerwę zimową zespół spędził na piątym miejscu, nieznacznie przegrywając z Lechem Poznań. Lokata ta, gdyby w finale Pucharu Polski zagrały dwie drużyny, które zdobyły prawo do gry w europejskich pucharach, dawałaby miejsce w europejskich pucharach.
Problemy finansowe właściciela klubu, Bolesława Krzyżostaniaka, spowodowały sprzedaż podstawowych zawodników klubu. Spowodowało to bardzo słaby poziom gry w rundzie wiosennej, w której piłkarze z Poznania zdobyli tylko 13 punktów, wygrywając zaledwie 2 mecze, 7 remisując, a 8 przegrywając; bilans bramek wynosił 16-21. W rundzie wiosennej Olimpia zajęła ostatnie miejsce, będąc gorsza od Warty Poznań wynikiem bezpośredniego meczu. Po zestawieniu obu rund Olimpia zakończyła sezon na 12. pozycji, mając zaledwie jeden punkt więcej niż najlepsza wśród tych, które spadły. Dodatkowo dzięki niewykorzystaniu rzutu karnego przez Pawła Rybaka ze Stali Stalowa Wola w przedostatniej kolejce, piłkarze Olimpii uratowali remis, dający utrzymanie w lidze.

### Lechia Gdańsk
Ostatnim sezonem w I lidze Lechii Gdańsk przed fuzją z Olimpią był sezon 1987/88, w którym Lechia po barażach spadła do II ligi, przegrywając z Olimpią Poznań.
W kolejnych sezonach Lechia grająca na zapleczu ekstraklasy, utrzymywała się w połowie tabeli ligowej. W pierwszym sezonie zajęła 10 pozycję, a w następnym 11 natomiast w sezonie 1990/91 na 12. Później ze względu na reorganizację rozgrywek Lechia trafiła do grupy zachodniej, gdzie zajęła 8 pozycję. W sezonie 1993/94 Lechia Gdańsk zajęła miejsce 14, ostatnie dające utrzymanie się w II lidze, 15 GKS Tychy miał tylko punkt mniej od Lechii. W sezonie 1994/95 Lechia spadła do III ligi, zajmując pozycję 15 – najwyższą ze spadkowiczów.
We wczesnych latach 90. klub utrzymywał się głównie ze sprzedaży wychowanków. W styczniu 1995 prezesem klubu został wiceprezydent Gdańska – Henryk Woźniak.

### Fuzja
Pod koniec sezonu wiadomo było, że Olimpia nie wystartuje w kolejnym sezonie, jednakże właściciel chciał odsprzedać miejsce w lidze, doprowadzając do fuzji z innym klubem (paragraf 20 przepisów w sprawie organizacji rozgrywek w piłkę nożną mówi, że w przypadku fuzji klubów z różnych klas rozgrywkowych nowa drużyna zagra w lidze wyższej).
24 czerwca 1995 została podpisana umowa o fuzji. Fuzja była sygnowana przez Henryka Woźniaka, Bolesława Krzyżostaniaka oraz Janusza Romanowskiego (który wcześniej był sponsorem Legii Warszawa oraz prezesem Pogoni Konstancin). Trzon zespołu piłkarskiego mieli stanowić zawodnicy Olimpii, dodatkowo wzmocnieni najlepszymi zawodnikami Lechii oraz kilku piłkarzy Pogoni Konstancin. Zarząd utworzyli: prezes Lechii – Henryk Woźniak, działacz – Leszek Lis, dyrektor Lechii – Zbigniew Golemski, Krzysztof Dmoszyńki z Pogoni Konstancin oraz Łupicki – wiceprezes Olimpii. Trenerami zespołu zostali Hubert Kostka i Wojciech Wąsikiewicz. Nowy klub swoją siedzibę miał w Gdańsku, mecze rozgrywał na stadionie Lechii przy ul. Traugutta.
3 i 7 lipca 1995 odbył się zjazd PZPN, na którym wybrano nowego prezesa, Mariana Dziurowicza. Nowy prezes potępił fuzje (w tym czasie fuzji dokonały również Sokół Pniewy i GKS Tychy). Fuzje te jednak były z punktu widzenia regulaminu legalne, chociaż bardzo kontrowersyjne. Według pogłosek Marian Dziurowicz był niechętny do fuzji tyskiego i gdańskiego zespołu ze względu na incydent, do którego doszło w maju 1995, kiedy GKS Katowice, którego wówczas prezesem był Marian Dziurowicz, przegrał z GKS Tychy, a sędzią tego spotkania był Andrzej Czyżniewski z Gdańska. Dziurowicz miał wówczas zbesztać arbitra. PZPN umorzył sprawę, jednakże Czyżniewski przedwcześnie skończył sędziować.

## Lechia/Olimpia Gdańsk
Klub Lechia/Olimpia Gdańsk rozegrał w I lidze jeden sezon.

### Skład w sezonie 1995/96
| Nr | Poz. | Piłkarz              |
| -- | ---- | -------------------- |
|    | BR   | Maciej Kozak         |
|    | BR   | Piotr Wojdyga        |
|    | BR   | Dariusz Gładyś       |
|    | OB   | Jacek Grembocki      |
|    | OB   | Marcin Janus         |
|    | OB   | Igor Kozioł          |
|    | OB   | Sławomir Matuk       |
|    | OB   | Grzegorz Motyka      |
|    | OB   | Sebastian Nowak      |
|    | OB   | Mariusz Pawlak       |
|    | OB   | Krzysztof Sadzawicki |

| Nr | Poz. | Piłkarz            |
| -- | ---- | ------------------ |
|    | PO   | Arkadiusz Bąk      |
|    | PO   | Marcin Ciliński    |
|    | PO   | Jacek Dąbrowski    |
|    | PO   | Kamil Kowalczyk    |
|    | PO   | Andrzej Magowski   |
|    | NA   | Joseph Annor Aziz  |
|    | NA   | Piotr Burlikowski  |
|    | NA   | Adam Grad          |
|    | NA   | Grzegorz Król      |
|    | NA   | Sławomir Suchomski |
|    | NA   | Emmanuel Tetteh    |

Źródło:

### Runda jesienna
Debiut drużyny w lidze nastąpił 29 lipca 1995 roku w Gdańsku. Gdańszczanie wygrali 2:1 ze Śląskiem Wrocław. Spotkanie obserwowało na stadionie 12 tysięcy widzów (inne źródła podają, że 14 tysięcy), najwięcej w kolejce. Bramki dla Lechii/Olimpii zdobyli Marcin Ciliński w 46 minucie oraz w 62 Grzegorz Król. Na stadionie pojawiło się sporo gdańskich VIPów. Drugi mecz Lechia/Olimpia rozegrała z beniaminkiem Amiką Wronki. Spotkanie zostało wygrane przez gdańszczan 2:0. Trzeci mecz Lechii/Olimpii z GKS Bełchatów został również wygrany 2:0. Po trzech meczach gdańsko-poznańska drużyna została dość niespodziewanie liderem, frekwencja w pierwszych trzech meczach nie spadła poniżej 10 000 widzów, co było najlepszym wynikiem w I lidze po trzech kolejkach. Pierwszy mecz wyjazdowy został rozegrany dopiero w czwartej kolejce. Mecz z Siarką Tarnobrzeg zakończył się remisem 3:3, dość szczęśliwie uratowanym przez gospodarzy.
W piątej kolejce nastąpiła kuriozalna sytuacja: mimo iż jako stadion macierzysty został zgłoszony obiekt przy ulicy Traugutta oraz do drużyny gości GKS Katowice zostało wysłane pismo, z którego wynikało, że mecz ma odbyć się w Gdańsku, drużyna gości stawiła się przed dawnym stadionem Olimpii w Poznaniu. Mecz nie odbył się jednakże mimo dotrzymania procedury. Mimo tego Wydział Gier Polskiego Związku Piłki Nożnej uznał walkower na korzyść klubu z Katowic. Wydarzenie to poróżniło kibiców GKS Katowice i Lechii Gdańsk.
W szóstej kolejce Lechia/Olimpia przegrała na boisku pierwszy mecz (mecz z GKS Katowice został zweryfikowany jako walkower na korzyść GKS-u). Mecz z Widzewem, późniejszym mistrzem, zakończył się porażką 0:1. W siódmej kolejce do Gdańska przyjechała występująca w Lidze Mistrzów Legia Warszawa. Na stadionie we Wrzeszczu mecz obserwowało 16 000 widzów (tylko spotkanie Widzew – Legia przyciągnęło więcej kibiców). Lechia/Olimpia mecz przegrała 1:3. Po tym spotkaniu niedawny lider zajmował 8. pozycję z dorobkiem 10 punktów (3 zwycięstwa, 1 remis, 3 porażki).
W ósmej kolejce Lechia/Olimpia wygrała mecz wyjazdowy ze Stomilem Olsztyn, jednakże potem przegrała spotkanie w Mielcu ze Stalą.
Do kolejnej kuriozalnej sytuacji doszło w dziesiątej kolejce, gdzie, podobnie jak w przypadku meczu z GKS, Lech Poznań zjawił się przed dawnym stadionem Olimpii w Poznaniu. Nieoficjalnie mówiono, że takie rozwiązanie polecił prezes PZPN, Marian Dziurowicz, który chciał pozbawić Krzyżostaniaka oraz gdańskich działaczy drużyny w ekstraklasie. 3 walkowery oznaczały karną degradację (po tym spotkaniu Lechia/Olimpia była ukarana już dwoma walkowerami). Działania PZPN spowodowały protesty kibiców oraz manifestację przed siedzibą PZPN.
W jedenastej kolejce Lechia/Olimpia przegrała z Zagłębiem Lubin. W dwunastej zremisowała bezbramkowo z drugim z "fuzyjnych" zespołów, Sokołem Tychy. Porażki, w tym dwie kuriozalne, spowodowały obniżenie morale gdańskiego zespołu, radził on sobie coraz gorzej. W trzynastej kolejce gdańszczanie przegrali z Hutnikiem w Krakowie.
Ze względu na niejasną sytuację ze stadionem, planowane spotkanie z Pogonią Szczecin odbyło się nie jak pierwotnie planowano w Gdańsku/Poznaniu, lecz w Szczecinie. Mecz zakończył się pierwszym od ósmej kolejki zwycięstwem Lechii/Olimpii. W piętnastej kolejce gdańszczanie przegrali z Górnikiem Zabrze. W szesnastej kolejce Lechia/Olimpia rozegrała mecz z ŁKS Łódź. Mecz ten przyciągnął zaledwie 3500 kibiców (inne źródła podają 4000) i zakończył się zwycięstwem gospodarzy 4:2. Ostatnie spotkanie w rundzie wiosennej skończyło się porażką 0:4 z Rakowem w Częstochowie. Lechia/Olimpia zakończyła rundę jesienną na miejscu spadkowym.

### Przerwa zimowa
Podczas przerwy zimowej PZPN wydał dokument, w którym zezwolono na rozgrywanie meczów w Gdańsku, ale tylko wówczas, kiedy drużyna gości zgodzi się na to. Biorąc pod uwagę to, iż Lechia/Olimpia została ukarana dwoma walkowerami, a trzeci oznaczał degradację, decyzja była bardzo kontrowersyjna; prezes klubu zagrożonego degradacją mógł nie informując władz Lechii pojechać na mecz do Poznania, przez co dostałby nie tylko 3 punkty za darmo, ale również spowodowałby degradację Lechii, zmniejszając o jeden liczbę drużyn zagrożonych spadkiem.
Zimą drużynę opuścili: Marcin Janus, Arkadiusz Bąk do Amiki Wronki oraz Sławomir Matuk i Marcin Nowak do Polonii Warszawa. Nie doszedł do skutku transfer Grzegorza Króla do Royal Antwerp FC. Z kolei przybyli Juliusz Kruszankin i Piotr Mosór z Pogoni Konstancin, Piotr Rajkiewicz z Gwardii Warszawa oraz Rafał Ruta ze Stali Mielec. Z drużyny młodzieżowej przybyli Tomasz Dawidowski i Marcin Kubsik.
W lutym w sporze na linii Lechia/Olimpia nastąpił przełom w konflikcie. PZPN zaproponował, aby Lechia/Olimpia mogła bez przeszkód rozgrywać mecze w Gdańsku bez pytania się o zgodę, natomiast w zamian Krzyżostaniak miał wycofać pozwy przeciwko PZPN. Władze Lechii/Olimpii nie chciały się na to zgodzić, domagając się dodatkowo zweryfikowania dwóch meczów zakończonych walkowerami (z GKS Katowice i Lechem Poznań), jednakże Prezydium PZPN nie chciało się na to zgodzić. Konflikt został zakończony dopiero w kwietniu.

### Runda wiosenna
Ze względu na warunki atmosferyczne pierwszy mecz w rundzie jesiennej został przesunięty na maj. Z tego względu pierwszym meczem w rundzie wiosennej był mecz ze Stomilem Olszyn; w ciężkich warunkach zwyciężyli olsztynianie 2:1.
W trzech kolejnych spotkaniach Lechia/Olimpia wygrała z GKS Bełchatów i Siarką Tarnobrzeg oraz zremisowała ze Śląskiem Wrocław. W tych meczach piłkarze Lechii/Olimpii pokazali bardzo dobre przygotowanie do rundy; wyniki te pokazały, że piłkarze wciąż mogą mieć nadzieję na utrzymanie w lidze.

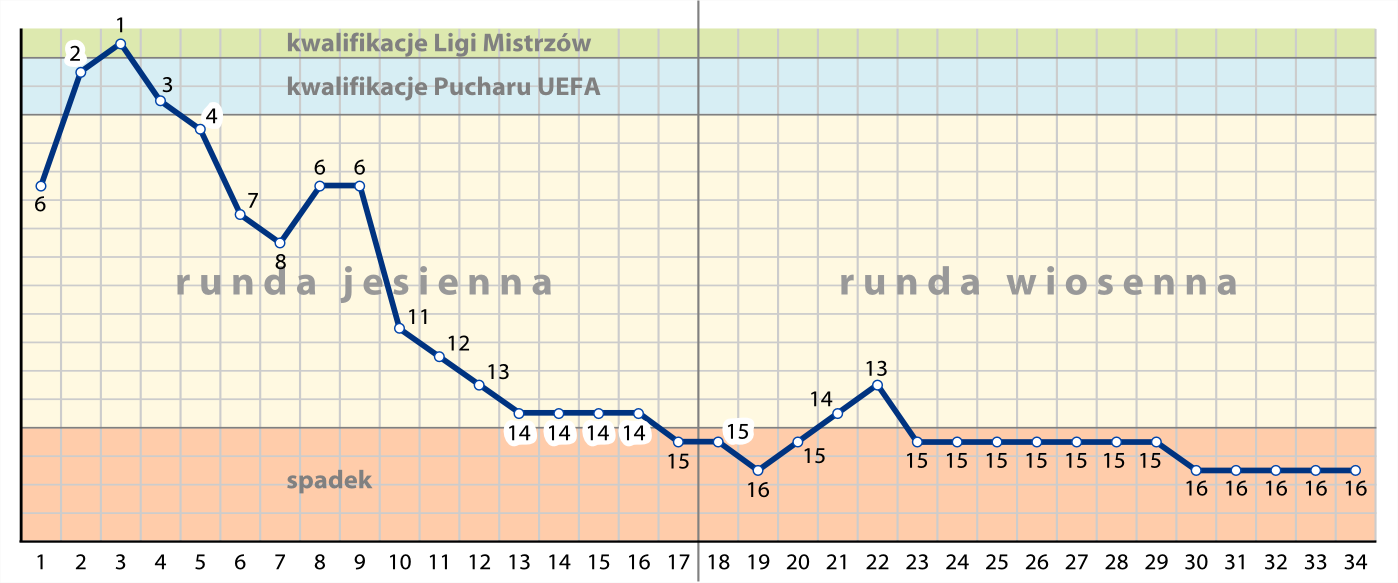
Miejsca zajmowane przez drużynę w sezonie 1995/1996 kolejka po kolejce

W dwudziestej trzeciej kolejce piłkarze Lechii/Olimpii przegrali 0:3 z GKS Katowice. Po tym spotkaniu miały miejsce jeszcze dwie wysokie porażki, z Widzewem 1:7 i z Legię Warszawa 0:4. Mecz z Widzewem w Gdańsku został uznany za kompromitację, szczególnie bolesnym dla zespołu faktem było to, iż w tym meczu na trybunach zasiadło 10 000 kibiców, dodatkowo kontuzję odniósł Piotr Wojdyga podstawowy bramkarz Lechii, przez co w I lidze zadebiutował Dariusz Gładyś.
Po serii porażek nastąpiła seria remisów: 26 kolejka Stal Mielec 1:1, 27 kolejka Lech Poznań 0:0, 28 kolejka Zagłębie Lubin 0:0. Brak zwycięstw oraz kłopoty organizacyjne spowodowały, że z funkcji trenera zrezygnował Hubert Kostka. Jego miejsce zajął Stanisław Stachura, który już raz, w sezonie 1987/88, spadł z Lechią z pierwszej ligi. W kolejnych dwóch meczach Lechia/Olimpia przegrała z Sokołem Tychy i z Hutnikiem Kraków. Degradacja była wówczas niemalże przesądzona.
Pod koniec sezonu w ostatnich czterech meczach piłkarze z Gdańska zdobyli aż 10 punktów, jednakże świetna końcówka nie pomogła im utrzymać się w I lidze (gdyby jednak walkower z GKS Katowice został zweryfikowany na korzyść Lechii/Olimpii, to wówczas Lechia kosztem GKS Katowice pozostała by w I lidze).
Lechia/Olimpia Gdańsk była reprezentowana przez 28 zawodników, żaden z nich nie zagrał we wszystkich 34 meczach. Najwięcej meczów ligowych rozegrał obrońca Krzysztof Sadzawicki – 31 w tym 30 pełnych. Najwięcej bramek w I lidze – dziewięć – zdobył Emanuel Tetteh, który zagrał w 30 meczach.
| M. | Drużyna               | Punkty | Bramki |
| -- | --------------------- | ------ | ------ |
| 13 | GKS Bełchatów         | 42     | 40-54  |
| 14 | Śląsk Wrocław         | 42     | 39-41  |
| 15 | Pogoń Szczecin        | 42     | 33-41  |
| 16 | Lechia/Olimpia Gdańsk | 40     | 39-59  |
| 17 | Stal Mielec           | 28     | 33-67  |
| 18 | Siarka Tarnobrzeg     | 15     | 24-70  |

### Kolejne sezony
Po roku występów w I lidze klub spadł do II ligi, wówczas zmieniono nazwę na Lechia, wycofano również III ligową drużynę rezerw. Obecność piłkarzy, którzy jeszcze sezon wcześniej grali w I lidze, a nawet przez jedną kolejkę byli na czele, nie pomogła utrzymać się w II lidze i zespół po sezonie 1996/97 spadł do III ligi. Janusz Romanowski opuścił gdański zespół i ulokował swój kapitał i zawodników w Polonii Warszawa
W 1998 roku Lechia Gdańsk dokonała ponownej fuzji tym razem z II ligową Polonią Gdańsk, przez co powstał klub Lechia/Polonia Gdańsk.